# Greetings from L.A.
Greetings from L.A. – siódmy album studyjny amerykańskiego muzyka i wokalisty Tima Buckleya, wydany w 1972 roku nakładem Warner Bros. Records i Straight Records.

## Lista utworów
Opracowano na podstawie materiału źródłowego.
LP:
Strona A
| 1. | "Move with Me" (Tim Buckley/Jerry Goldstein) | 4:49  |
|    |                                              |       |
| 2. | "Get on Top" (Buckley)                       | 6:35  |
|    |                                              |       |
| 3. | "Sweet Surrender" (Buckley)                  | 6:48  |
|    |                                              |       |
|    |                                              | 18:12 |
|    |                                              |       |
Strona B
| 4. | "Nighthawkin’" (Buckley)                                 | 3:21  |
|    |                                                          |       |
| 5. | "Devil Eyes" (Buckley)                                   | 6:51  |
|    |                                                          |       |
| 6. | "Hong Kong Bar" (Buckley/Joe Falsia)                     | 7:13  |
|    |                                                          |       |
| 7. | "Make It Right" (Larry Beckett/Buckley/Falsia/Goldstein) | 4:06  |
|    |                                                          |       |
|    |                                                          | 21:31 |
|    |                                                          |       |

## Twórcy
Opracowano na podstawie materiału źródłowego.
Muzycy:
- Tim Buckley – gitara dwunastostrunowa, śpiew
- Carter C.C. Collins - kongi
- Jesse Ehrlich – wiolonczela
- King Errison – kongi
- Joe Falsia – gitara
- Venetta Fields – śpiew
- Ed Greene – perkusja
- Harry Hyams – altówka
- Kevin Kelly – klawisze
- Clydie King – śpiew
- Robert Konrad – skrzypce
- William Kurasch – skrzypce
- Louis Kievman – skrzypce
- Paul Ross Novros – saksofon
- Reinhold Press – gitara basowa
- Chuck Rainey – gitara basowa
- Ralph Schaffer - altówka
- Eugene E. Siegel – saksofon
- Lorna Maxine Willard – śpiew

Produkcja:
- Jerry Goldstein – produkcja muzyczna
- Stan Agol – inżynieria dźwięku
- Chris Huston – inżynieria dźwięku